# Belzgasse 3 (Braunfels)

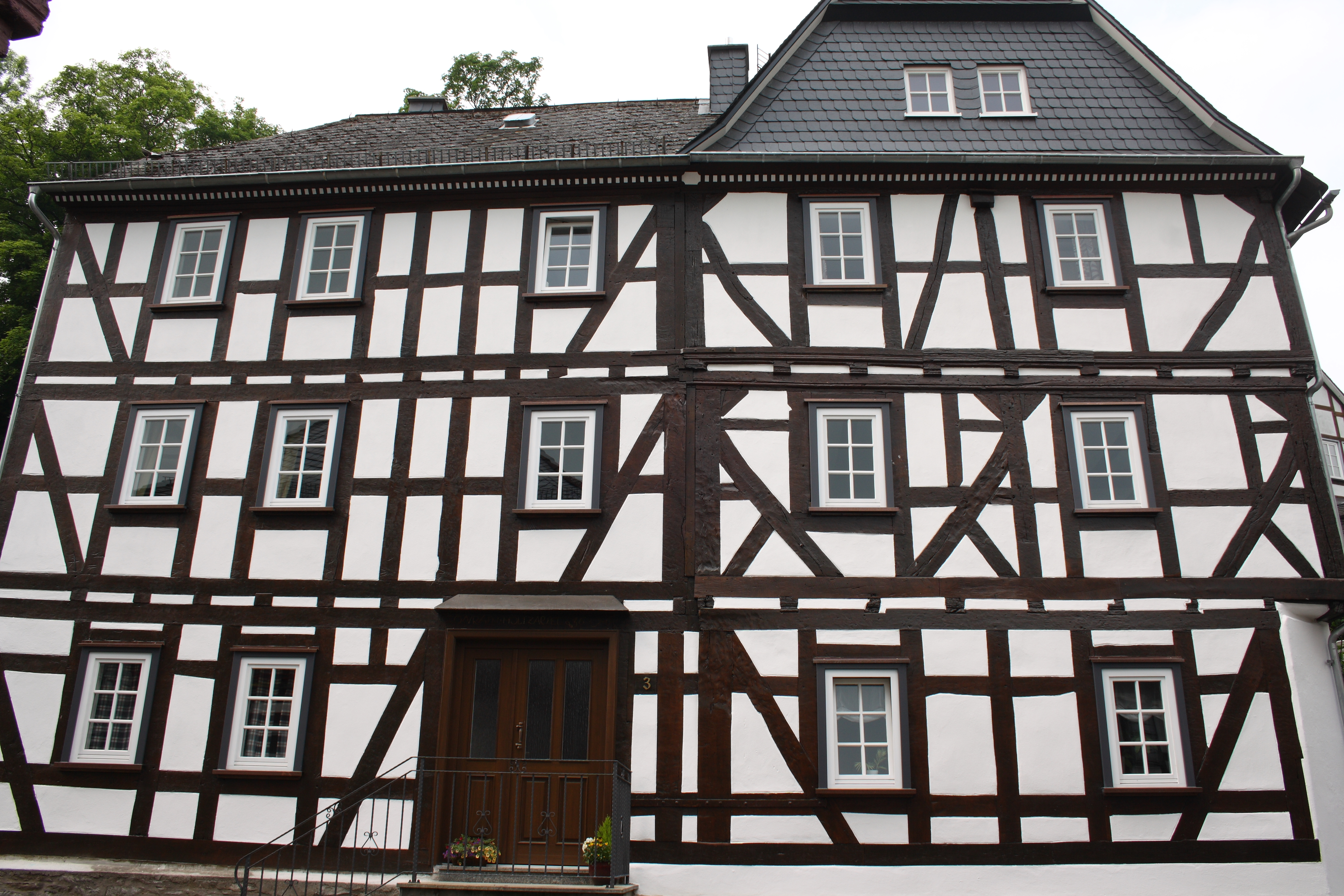
Belzgasse 3 in Braunfels

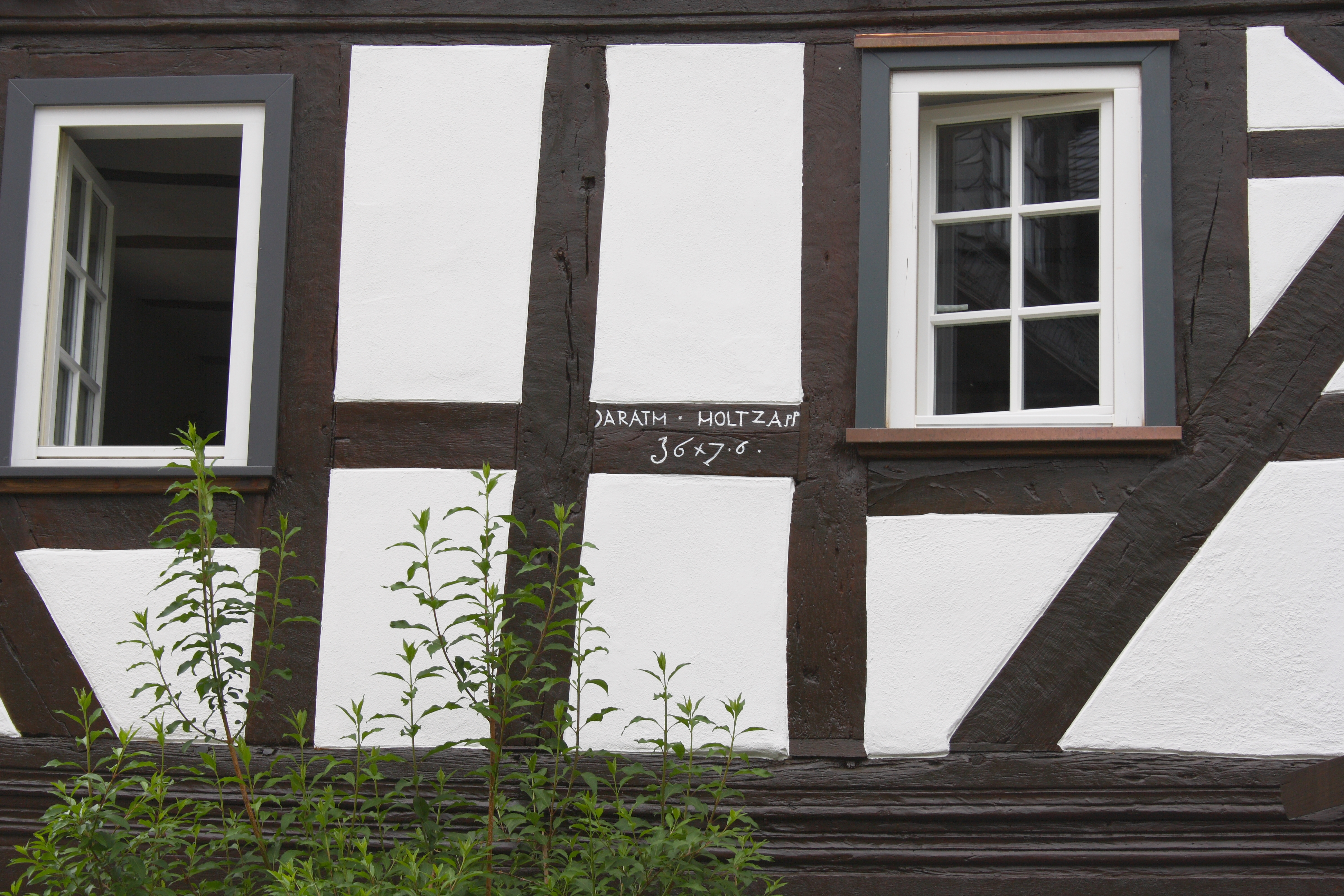
Inschrift mit Jahreszahl 1676

Das Gebäude Belzgasse 3 in Braunfels, einer Stadt im Lahn-Dill-Kreis in Hessen, wurde im 17. Jahrhundert errichtet. Das Fachwerkhaus ist ein geschütztes Baudenkmal.

## Beschreibung
Der älteste Teil dieses großen, giebelständigen Hauses ist laut Inschrift 1676 errichtet worden. Das unterkellerte, dreigeschossige Gebäude weist ein Gefüge mit Mann-Figuren und Stichgebälken sowie ein Satteldach mit Schopfwalm auf. 
Um 1800 entstand vermutlich der östliche, traufständige Anbau aus Fachwerk mit Zahnschnittgesims unter der Traufe. Aus der gleichen Zeit dürfte das kleine Wirtschaftsgebäude stammen. 